# Victor-Ionel Sassu

http://www.henrik-schulze.de/gallerie/main.php?g2_itemId=711 Academia de Înalte Studii Aeronautice Jüterbog-Brandenburg

Victor-Ionel Sassu (n. 15 decembrie 1923, Balasineṣti – d. 12 martie 2000, București) a fost un militar român, ofițer parașutist al trupelor de elită. După examenul de admitere  la scoala de ofiteri aero din Mediaș având un rezultat de excepție , a fost trimis bursier în Germania la Academia de Înalte Studii Aeronautice de la Jüterbog Berlin-Brandenburg secția mecanici aero, pe care a absolvit-o la data de 1 august 1944 , ulterior urmând a mai face un stagiu de pregătire de 6 luni intrerupt .
A absolvit Școala de Parașutiști Militari București, promoția 1942.
A făcut parte din prima subunitate pentru misiuni speciale din România numită Compania Misiuni Speciale din cadrul Batalionului Parașutiști destinată unor „misiuni cu caracter deosebit”. La 23 august 1944 a fost internat, prizonier în lagărele germane Trasdorf si Kaufholz din Austria. In februarie 1945 reușit să evadeze de două ori și în cele din urmă să ajungă pe teritoriul Cehoslovac în Dražice Tabor la brigada independența Svoboda a armatei cehoslovace din exil, unde a servit că instructor și consilier militar până la 9 mai 1945.Ulterior s-a înrolat în trupele de eliberare americane (poliția militară divizionară a Diviziei de infanterie 83 Thunderbolt) până la 18 iulie 1945.Din lipsa de mijloace și bani a mers pe drumuri prin Italia, Albania și Iugoslavia pană la intrarea în țară la sfarsitullui noiembrie 1945.
În țară a trecut prin comisia de repatriere a fostilor prizonierilor Români din germania a cercului teritorial Arad și subsecretariatul aerului din București. Acolo a fost preluat de fostul lui comandor, căpitanul de parașutiști Mihai Ṭanṭu a cărei unitate a fost ulterior și aceasta dizolvată de comuniști și transferat la unitatea Vânătorii de munte ce aparținea Batalionului de la Predeal în Regimentul de Gardă din Sinaia  sub comanda căpitanului Mircea Holban. A făcut parte din Rezistența anticomunistă din România  [MNR]. A fost arestat in 06.06.1946 si condamnat prin decizia 2/18 noiembrie 1946,la 19 noiembrie 1946, ziua alegerilor ,în primul lot de deținuți politici pentru înfierarea unui ere dictatoriale cu suprafață politică dominanta la 18 ani de munca silnică la intervenția directă a Moscovei .A fost acuzat "pentru complot intru distrugerea unitatii statului si pastrare de armament si munitie, destinate sa serveasca începerii unei lupte armate de respingerea regimului comunist totalitar la timpul potrivit".
În grupul răsunătorului proces politic "sumanele negre" judecat la Curtea Militară de Casație și Justiție au fost incluși un număr de 90 de militari și alti partizani M.N.R. din mai multe organizatii : generalii Aurel Aldea, fost ministru de Interne, Horia Macellariu,fost contraamiral ,generalul de corp de armată Nicolae Rădescu, George Kintescu fost director general al Serviciului Secret al Armatei,Constantin Eftimiu, fost ministru de Lucrări Publice și Comunicație, ; colonelul Al. Evolceanu, locotenent-coloneii Eugen Plesnila, Dumitru Sorescu și Dumitru Constantinescu; maiorii Brezeanu și Gertner; căpitanii: Mircea Holban, Mihai Țanțu (căpitan parașutist), Mircea Criveanu, Cochinos, Manțu (parașutist),  și Smaranda Brăescu (prima femeie pilot și prima femeie parașutist); locotenenții V. Ciofan , N. Alexandrescu, I. Alexandrescu, N. Chisalicescu ...